# 조선소

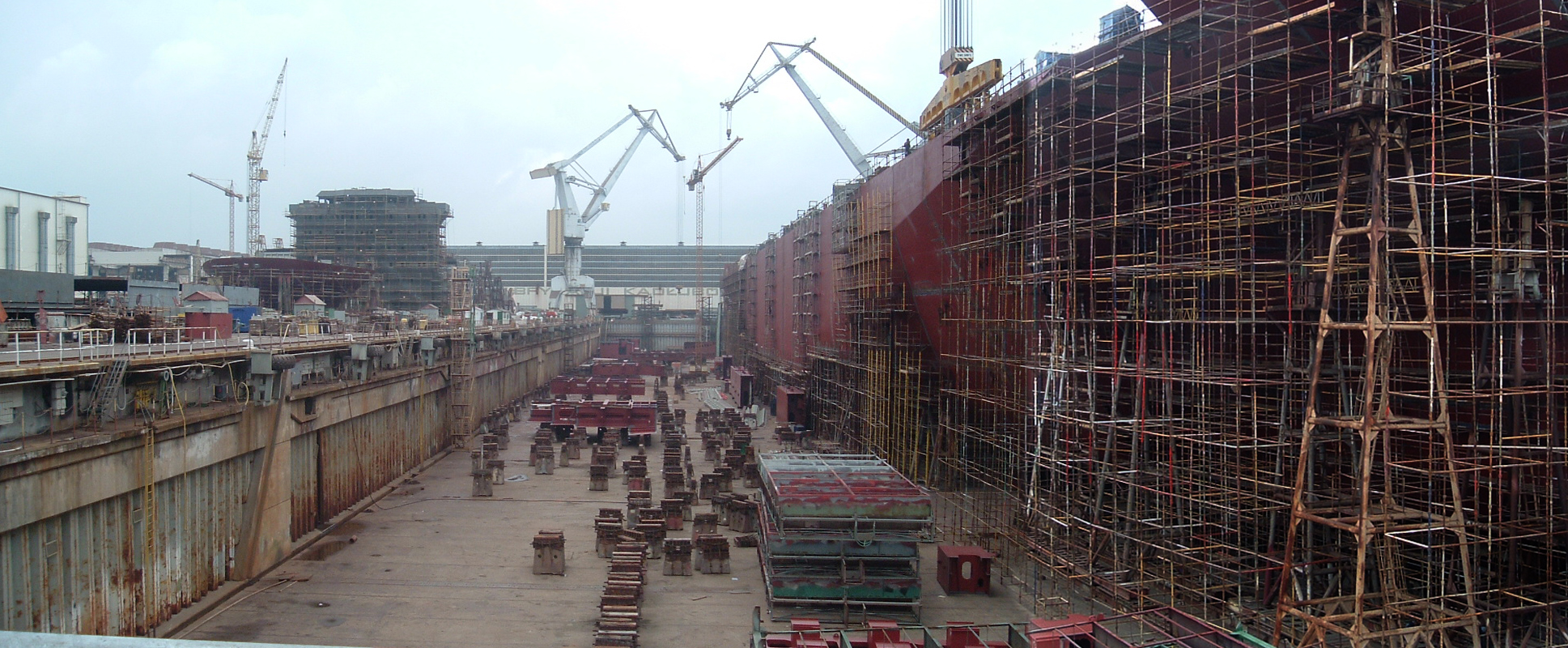
조선소

조선소(造船所)는 선박을 수리하거나 건조하는 장소이다. 대형 조선소는 조선업이 크게 발달한 대한민국과 중화인민공화국, 일본, 독일, 폴란드, 크로아티아 등의 국가에 위치하고 있다.

## 같이 보기
- 조선 (산업)